# Уська (Татарстан)
Уська (тат. Үскә) — деревня в Нижнекамском районе Татарстана. Входит в состав Каенлинского сельского поселения.

## География
Находится в центральной части Татарстана на расстоянии приблизительно 17 км по прямой на юг от районного центра города Нижнекамск у реки Зай.

## История
Известна с 1678 года. Упоминалась также как Нижние Аты, Оскина. До 1997 года называлась Малые Аты. Деревня известна тем, что ее жители были крещены (возможно насильственно), и впоследствии перешли обратно в ислам.
В «Списке населенных мест по сведениям 1870 года», изданном в 1877 году, населённый пункт упомянут как деревня Малые Аты (Оскино) 3-го стана Мензелинского уезда Уфимской губернии. Располагалась при реке Зае, по правую сторону коммерческого тракта из Бирска в Мамадыш, в 96 верстах от уездного города Мензелинска и в 25 верстах от становой квартиры в селе Заинск (Пригород). В деревне, в 73 дворах жили 340 человек (180 мужчин и 160 женщин, татары). Жители занимались земледелием, скотоводством, пчеловодством.
По сведениям переписи 1897 года, в деревне Малые Аты (Оскино) Мензелинского уезда Уфимской губернии жили 676 человек (325 мужчин и 351 женщина), из них 453 мусульманина, 223 православных.

## Население
Постоянных жителей было: в 1859—402, в 1870—340, в 1897—676, в 1906—630, в 1920—759, в 1926—434, в 1949—453, в 1958—416, в 1970—453, в 1979—407, в 1989—240, в 2002 − 223 (татары 92 %), 173 в 2010.